# ジャンボ〜ル三世
ジャンボ〜ル三世（ジャンボールさんせい）は、富山県下新川郡入善町のマスコットキャラクター（ゆるキャラ）。入善町の特産品である入善ジャンボ西瓜をモチーフとしている。

## 来歴
- 2012年3月　入善町PRマスコットキャラクターとして登場。
- 2013年11月　ゆるキャラグランプリ2013において全国1,580キャラ中34位となる。富山県内では1位[1]。
- 2014年2月　アサヒ飲料「十六茶」のテレビCMに富山県代表キャラクターとして新垣結衣や各地のご当地キャラとともに出演[2]。
- 2014年11月　ゆるキャラグランプリ2014において全国1,699キャラ中ご当地部門で25位となる[3]。2年連続富山県1位。

## 特徴
- 正式名称は「ニューゼン ジャンボ〜ル ライス チューリップヒ ディープシーウォーター アワビーヌ スイカリアン キング 三世」であり、日本一長い名前のご当地キャラとされている[4]。
- 王冠には町の花であるチューリップが象られている。